# 美亜娯楽
美亜娯楽（繁体字中国語: 美亞娛樂資訊集團有限公司、英語: Mei Ah Entertainment Group Co., Ltd.、SEHK: 391）は1984年に設立された香港企業。1993年に香港株式市場に上場。映画をはじめ衛星放送・有線放送の美亜TV・ビデオグラムなどグループ企業を多数有する総合エンターテイメント企業グループである。

## 概要
主要な業務内容は映画関連業務、映画版権およびコンテンツ売買、テレビ放送関連業務の３部門となる。グループ全体では600本を上る配給権所有の映画があり、年間20作品以上の劇場映画を製作配給。今後5年間に100本の新作映画に投資製作を予定している。上海映画製片場をはじめ中国大陸の多数の製作会社と映画合同製作を行うなど中国をはじめアジア展開に向け拡大中。美亜電視（MATV）は香港・シンガポール・マカオで既に放送を開始しており、今後は台湾、マレーシアへの進出が予定されている。

## MATVムービーアジア
亜太メディアジャパン株式会社が運営していたテレビチャンネル「MATVムービーアジア」は、スカパー!（SD/HD）のCh785及びBBTVにて平日ゴールデンタイムにTVドラマシリーズと初出映画枠20〜30作品（主に香港、一部は台湾や中国本土の作品）を設定し24時間日本語字幕付で放送を2008年3月28日に開始した。基本的に広東語と北京語の二重音声放送・日本語字幕（チャンネル独自）となっていた。チャンネルの単体料金はスカパーの中でも高額で知られる東映チャンネル並ではあるが、「よくばりパック」「えらべる15」のリストに入っていた。また、スカパーで毎月第1日曜日にある「大解放デー」にも参加していた。
2011年5月末でスカパー!での放送を終了した。BBTVでの放送はしばらく継続していたが、2012年4月30日に終了した。